# 1942 au Nouveau-Brunswick
Chronologie du Nouveau-Brunswick
- 1938
- 1939
- 1940
- 1941
- 1942
- 1943
- 1944
- 1945
- 1946

Cette page concerne des événements d'actualité qui se sont produits durant l'année 1942 dans la province canadienne du Nouveau-Brunswick.

## Événements
- 8 septembre : Norbert Robichaud devient l'Archevêque de Moncton à la suite de la mort d'Arthur Melanson le 23 octobre 1941.
- 23 septembre : Hugh H. Mackay devient officiellement chef du parti conservateur.

## Naissances
- 14 février : Marcelle Mersereau, ministre et député.
- 9 mai : Gérald Clavette, professeur, député et ministre.
- 10 mai : Bev Harrison, député.
- 20 juin : Alan Robert Graham, député, ministre et père de l'ancien premier ministre provincial Shawn Graham.
- 27 juillet : Edith Butler, chanteuse.
- 11 novembre : Fred Harvey, député.

## Décès
- 16 janvier : Nazaire Dugas, architecte.
- 24 décembre : Murray MacLaren, lieutenant-gouverneur du Nouveau-Brunswick.